# Kościół ewangelicki w Bonames
Kościół ewangelicki w Bonames (niem. Evangelische Kirche Bonames) – protestancka świątynia znajdująca się w niemieckim mieście Frankfurt nad Menem, w dzielnicy Bonames.

## Historia
Pierwsza wzmianka o kościele w Bonames pochodzi z 799 roku, a o parafii – z 1297. Od 1331 podlegał on kapitule z Lich. Budowę pierwszej świątyni w obecnej lokalizacji rozpoczęto w 1477, w 1532 kaznodzieja Lullius von Hochheim odprawił w niej pierwsze nabożeństwo protestanckie, świątynia przeszła w ręce protestantów sześć lat później. Kościół został poważnie uszkodzony podczas wojny trzydziestoletniej, obecną formę uzyskał po odbudowie z lat 1642-1643. Ostatnia renowacja miała miejsce w latach 1993-1994. Od 2018 roku, wraz z kościołami w Kalbach i Am Bügel, należy do parafii Miriamgemeinde.

## Architektura i wyposażenie
Kościół jednonawowy, z wieloboczną absydą. Posiada empory. Wnętrze zdobi barokowy ołtarz i chrzcielnica, wykonane z marmuru i ofiarowane świątyni w 1733. Empory i ambonę zdobią malowidła z postaciami ze Starego i Nowego Testamentu i herbem Bonames.

## Galeria

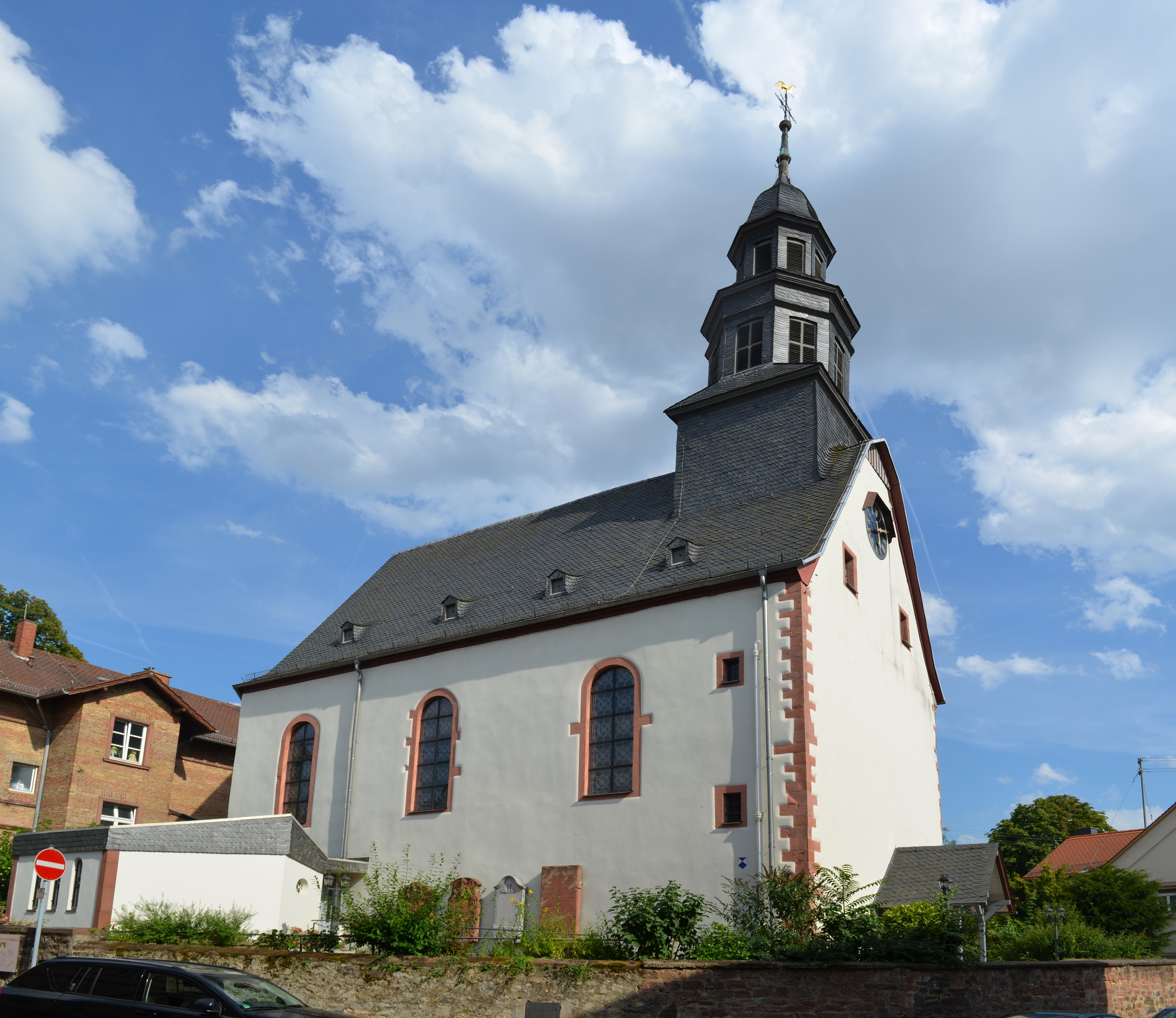
Widok z północnego zachodu
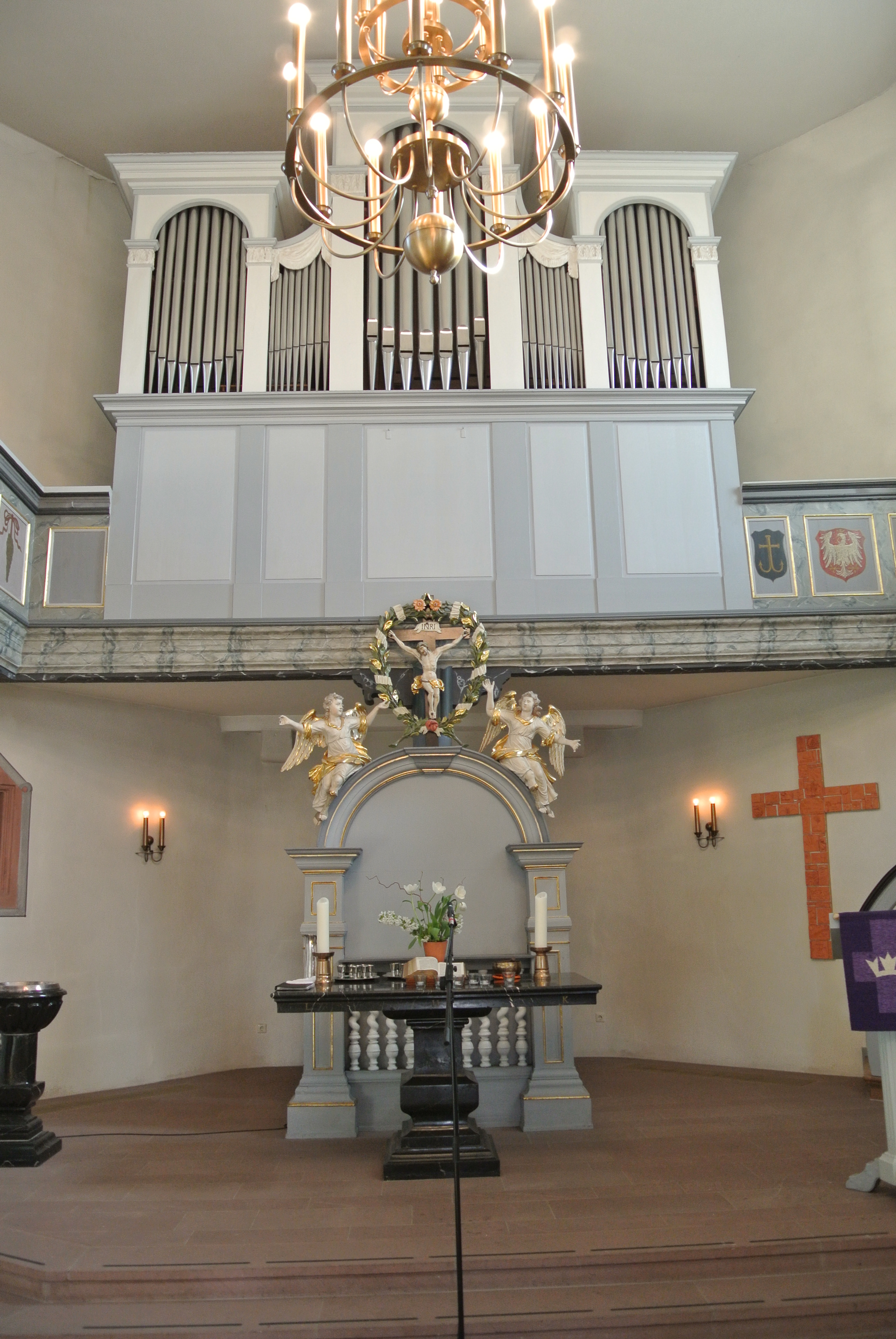
Ołtarz i organy
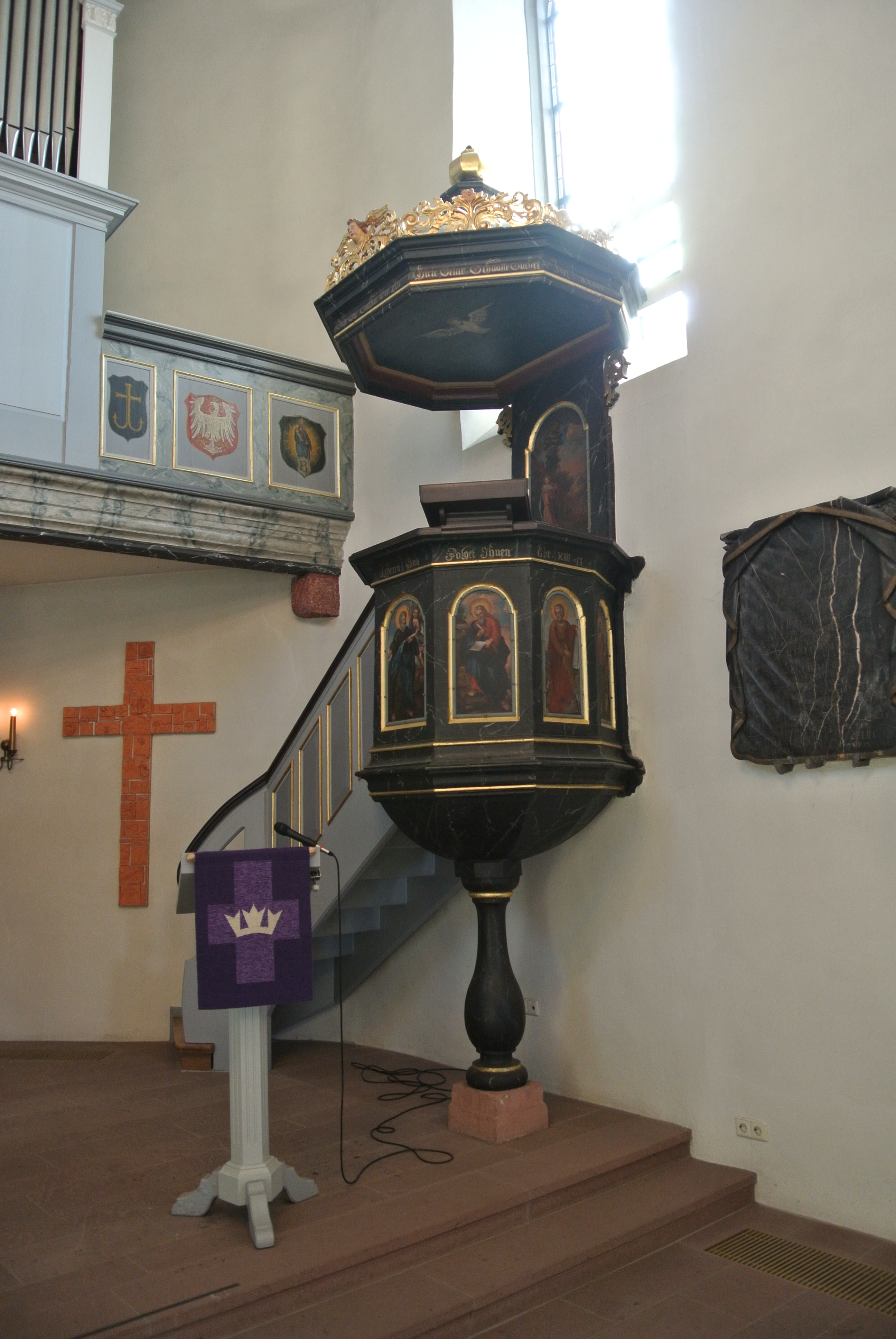
Ambona
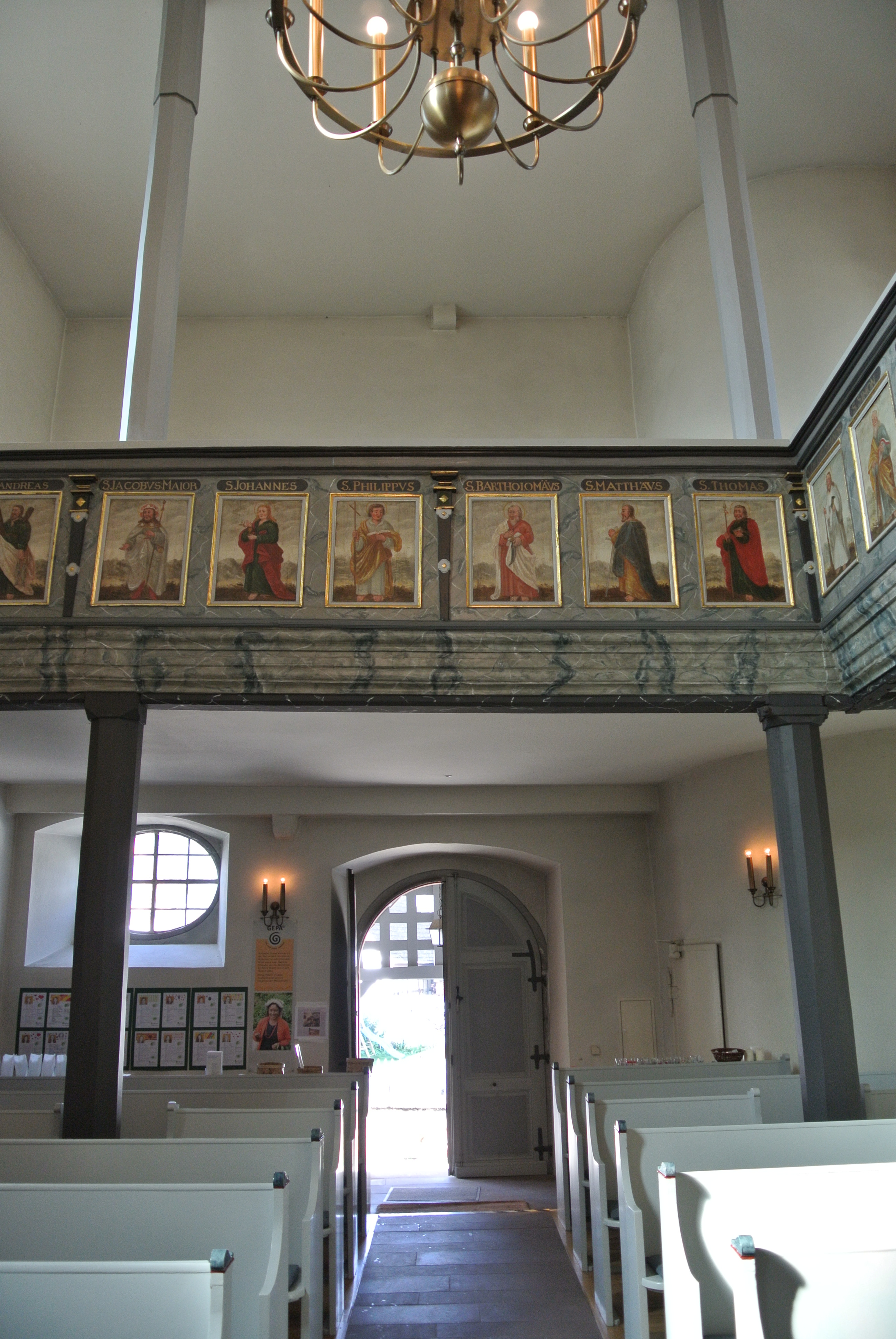
Empora nad wejściem